# 쿤고타

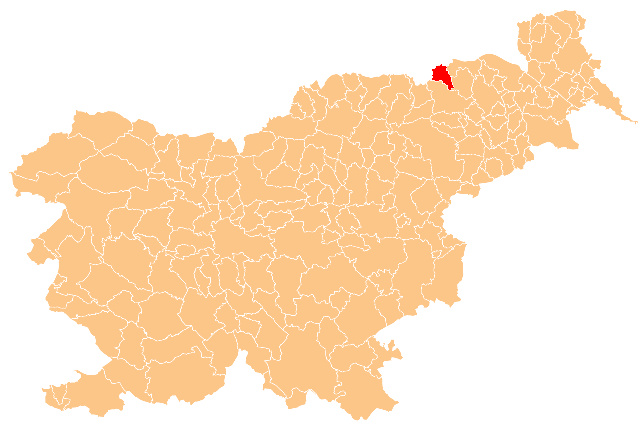
쿤고타의 위치

쿤고타(슬로베니아어: Kungota, 독일어: Sankt Kunigund 장크트쿠니군트[*])는 슬로베니아의 도시로 면적은 49.0km2, 높이는 272m, 인구는 4,317명(2002년 기준), 인구 밀도는 88.1명/km2이다.